# Alpla HC Hard
L'ALPLA Handball-Club Hard è una squadra di pallamano maschile austriaca, con sede a Hard.

È stata fondata nel 1986.

## Palmarès

### Trofei nazionali
- Campionato d'Austria: 5
  - 2002-03, 2011-12, 2012-13, 2013-14, 2014-15
- Coppa d'Austria: 3
  - 2004-05, 2007-08, 2013-14.
- Supercoppa d'Austria: 1
  - 2012-13.